# MTV Movie Awards 2006
Die MTV Movie Awards 2006 wurden am 3. Juni 2006 in den Sony Studios in Culver City verliehen. Die Moderation wurde in diesem Jahr von der Schauspielerin Jessica Alba übernommen. Als Präsentatoren der einzelnen Preise fungierten unter anderem Colin Farrell, Justin Timberlake und Samuel L. Jackson. Live-Auftritte gab es von Christina Aguilera, Gnarls Barkley, AFI und Wolfmother. In den USA wurde die Verleihung am 8. Juni 2006 auf MTV ausgestrahlt, die deutsche Ausstrahlung erfolgt einen Tag später. Die Preisträger wurden zwischen 24. April und 19. Mai 2006 vom Publikum per Internet, Anruf und SMS gewählt.
Die Komödien Die Hochzeits-Crasher und Jungfrau (40), männlich, sucht... galten mit insgesamt fünf Nominierungen als Favoriten der Preisverleihung. Jeweils drei Nominierungen fielen unter anderem auf Batman Begins, Sin City, Star Wars: Episode III – Die Rache der Sith und Harry Potter und der Feuerkelch. Gewinner der Verleihung waren die Filme Die Hochzeits-Crasher und Brokeback Mountain mit jeweils zwei Preisen.

## Liveauftritte
- Gnarls Barkley – „Crazy“, präsentiert von Borat Sagdiyev
- Christina Aguilera – „Ain't no another Man“, präsentiert von T. I.
- AFI – „Miss Murder“, präsentiert von Jessica Simpson und Dane Cook
- Wolfmother –

## Preisträger und Nominierungen

### Bester Film
präsentiert von Samuel L. Jackson
Die Hochzeits-Crasher (Wedding Crashers)
Batman Begins
Jungfrau (40), männlich, sucht... (The 40 Year-Old Virgin)
King Kong
Sin City

### Beste Darstellung
präsentiert von Kate Beckinsale und Adam Sandler
Jake Gyllenhaal – Brokeback Mountain
Steve Carell – Jungfrau (40), männlich, sucht... (The 40 Year-Old Virgin)
Terrence Howard – Hustle & Flow
Rachel McAdams – Red Eye
Joaquin Phoenix – Walk the Line
Reese Witherspoon – Walk the Line

### Beste komödiantische Darstellung
präsentiert von Ricky Bobby und Terry Cheveaux
Steve Carell – Jungfrau (40), männlich, sucht... (The 40 Year-Old Virgin)
Tyler Perry – Madea’s Family Reunion
Adam Sandler – Spiel ohne Regeln (The Longest Yard)
Vince Vaughn – Die Hochzeits-Crasher (Wedding Crashers)
Owen Wilson – Die Hochzeits-Crasher (Wedding Crashers)

### Bestes Leinwand-Team
präsentiert von Sandra Bullock und Keanu Reeves
Owen Wilson & Vince Vaughn – Die Hochzeits-Crasher (Wedding Crashers)
Jessica Alba, Michael Chiklis, Chris Evans & Ioan Gruffudd – Fantastic Four
Steve Carell, Seth Rogen & Paul Rudd – Jungfrau (40), männlich, sucht... (The 40 Year-Old Virgin)
Rupert Grint, Daniel Radcliffe & Emma Watson – Harry Potter und der Feuerkelch (Harry Potter and the Goblet of Fire)
Johnny Knoxville, Seann William Scott & Jessica Simpson – Ein Duke kommt selten allein (The Dukes of Hazzard)

### Bester Filmbösewicht
präsentiert von Matt Dillon, Kate Hudson und Owen Wilson
Hayden Christensen – Star Wars: Episode III – Die Rache der Sith (Star Wars: Episode III – Revenge of the Sith)
Tobin Bell – Saw II
Ralph Fiennes – Harry Potter und der Feuerkelch (Harry Potter and the Goblet of Fire)
Cillian Murphy – Batman Begins
Tilda Swinton – Die Chroniken von Narnia: Der König von Narnia (The Chronicles of Narnia: The Lion, the Witch and the Wardrobe)

### Bester Newcomer
präsentiert von Amanda Bynes und Anna Faris
Isla Fisher – Die Hochzeits-Crasher (Wedding Crashers)
André Benjamin – Vier Brüder (Four Brothers)
Jennifer Carpenter – Der Exorzismus von Emily Rose (The Exorcism of Emily Rose)
Taraji Henson – Hustle & Flow
Romany Malco – Jungfrau (40), männlich, sucht... (The 40 Year-Old Virgin)
Nelly – Spiel ohne Regeln (The Longest Yard)

### Bester Held
präsentiert von Brandon Routh, Kate Bosworth und Kevin Spacey
Christian Bale – Batman Begins
Jessica Alba – Fantastic Four
Kate Beckinsale – Underworld: Evolution
Ewan McGregor – Star Wars: Episode III – Die Rache der Sith (Star Wars: Episode III – Revenge of the Sith)
Daniel Radcliffe – Harry Potter und der Feuerkelch (Harry Potter and the Goblet of Fire)

### Sexieste Darstellung
präsentiert von Famke Janssen und Rebecca Romijn
Jessica Alba – Sin City
Beyoncé – Der rosarote Panther (The Pink Panther)
Rob Schneider – Deuce Bigalow: European Gigolo
Jessica Simpson – Ein Duke kommt selten allein (The Dukes of Hazzard)
Zhang Ziyi – Die Geisha (Memoirs of a Geisha)

### Beste Kampfszene
präsentiert von Colin Farrell und Jamie Foxx
Angelina Jolie vs. Brad Pitt – Mr. & Mrs. Smith
Stephen Chow vs. die Axe Gang – Kung Fu Hustle
Hayden Christensen vs. Ewan McGregor – Star Wars: Episode III – Die Rache der Sith (Star Wars: Episode III – Revenge of the Sith)
King Kong vs. die Flugzeuge – King Kong

### Bester Kuss
präsentiert von Eva Mendes und Justin Timberlake
Jake Gyllenhaal & Heath Ledger – Brokeback Mountain
Rosario Dawson & Clive Owen – Sin City
Anna Faris & Chris Marquette – Wild X-Mas (Just Friends)
Taraji Henson & Terrence Howard – Hustle & Flow
Angelina Jolie & Brad Pitt – Mr. & Mrs. Smith

### Bester Angsthase
präsentiert von Rosario Dawson
Jennifer Carpenter – Der Exorzismus von Emily Rose (The Exorcism of Emily Rose)
Dakota Fanning – Krieg der Welten (War of the Worlds)
Paris Hilton – House of Wax
Rachel Nichols – Amityville Horror – Eine wahre Geschichte (The Amityville Horror)
Derek Richardson – Hostel

### Spezialpreise

#### The MTV Generation Award
präsentiert von Will Ferrell
Jim Carrey

#### The Bucket of Excellence
präsentiert von LL Cool J
Spike Lee für Do the Right Thing

#### MTVU Student Filmmaker Award
präsentiert von Zach Braff
Joshua Caldwell (Fordham University) – A Beautiful Lie
Sean Mullin (Columbia University) – Sadiq
Stephen Reedy (Diablo Valley College) – Undercut
Jarrett Slavin (University of Michigan) – The Spiral Project
Landon Zakheim (Emerson College) – The Fabulous Felix McCabe